# Joan Garrigós Toro
Joan Garrigós Toro (Barcelona, 1947) és un alpinista i dirigent esportiu català.
Soci del Club Excursionista Pirenaic i de la Reial Societat Espanyola d'Alpinisme Peñalara. És membre d'honor del Grup d'Alta Muntanya Espanyol (GAME)i un destacat dirigent de l'alpinisme català i estatal. Ocupà la presidència de la Federació d'Entitats Excursionistes de Catalunya (1979-93), la vicepresidència de la Unió de Federacions Esportives de Catalunya (1979-93) i, des del 1993, presideix la Federació Espanyola d'Esports de Muntanya i Escalada. També ha estat membre del Consell de Protecció de la Natura de la Generalitat de Catalunya. Ha dut a terme nombroses escalades i ascensions als Pirineus, als Picos de Europa, Serra de Gredos, Hoggar, als Alps i als Andes, entre d'altres. Fou un dels pioners i divulgador de l'esquí de muntanya. És autor de L'esquí dels grans espais (1981) i de nombrosos articles publicats en revistes de muntanya. Rebé la Reial Orde del Mèrit Esportiu del Consejo Superior de Deportes (2011).